# Sodoma și Gomora (film din 1922)
Sodoma și Gomora (în germană Sodom und Gomorrha), cunoscut și ca Sodoma și Gomora: Legenda păcatului și a pedepsei (în germană Sodom und Gomorrha: Die Legende von Sünde und Strafe), este un film austriac epic mut din 1922 regizat de Mihaly Kertész (Michael Curtiz) și produs de studiourile vieneze Sascha-Film. A fost lansat în engleză ca Sodom and Gomorrah or Queen of Sin and the Spectacle of Sodom and Gomorrha (cu sensul de Sodoma și Gomora sau Regina păcatului și Spectacolul din Sodoma și Gomora). Rolurile principale au fost interpretate de actorii Richard Berczeller, Lucy Doraine (soția regizorului), Walter Slezak, Victor Varconi și Kurt Ehrle.
A fost filmat pe Laaer Berg, Viena, pentru că decorurile enorme proiectate și construite special pentru film au fost prea mari pentru studiourile Sievering ale companiei de producție, Sascha-Film, din Sievering. Filmul se distinge, nu atât prin firele intrigii sale adesea opace, cât și prin statutul său de cea mai mare și mai scumpă producție de film din istoria filmului austriac. La realizarea filmului au fost angajați între 3.000 și 14.000 de actori, figuranți și membri ai echipei de producție.

## Rezumat
În America anilor 1920, Mary, o tânără fată care a fost expusă din copilărie la influențe malefice, este îndrăgostită de Harry, un sculptor, dar de dragul câștigului financiar se logodește pentru a se căsători cu bogatul bancher Jackson Harber, un bărbat mult mai în vârstă și fostul iubit al mamei sale. 
Harry încearcă să se sinucidă. Prin comportamentul ei de abandonare, inclusiv prin încercarea ei de seducție nu numai a fiului adolescent al lui Harber, Eduard, ci și a tutorelui lui Eduard, un preot, Mary îl duce și pe Harber în pragul sinuciderii. 
Prima secvență istorică o arată pe Mary ca regina Siriei care execută cu cruzime un tânăr aurar și bijutier (interpretat de același actor ca Eduard). 
Înapoi în prezent, Mary și-a aranjat o întâlnire atât cu Harber, cât și cu Eduard, fără să știe niciunul de intențiile celuilalt, noaptea într-o casă de vară. În timp ce îi așteaptă, ea adoarme: un vis expresionist îi arată pe Harber și Eduard cum luptă pentru ea, iar Eduard își ucide tatăl. Acest vis este urmat de principala secvență istorică, răutatea și distrugerea Sodomei și Gomorei, în care Mary apare acum ca Lea (Lia), soția lui Lot. Visele o șochează pe Mary și își dă seama de adevărata natură și de consecințele comportamentului ei, iar ea se întoarce în pocăință la Harry.

## Distribuție
- Richard Berczeller - Lot
- Lucy Doraine - Mary Conway / Lea, soția lui Lot / regina Siriei
- Walter Slezak - Edward Harber / aurar galilean
- Victor Varconi - Preot / Îngerul Domnului
- Kurt Ehrle - Harry Lighton / sculptor
- Georg Reimers - Jackson Harber
- Erika Wagner - Agatha Conway

Distribuția de mii de oameni a mai inclus printre figuranți pe: Paul Askonas, Willi Forst, Béla Balázs, Hans Thimig, Franz Herterich și Julius von Szöreghy.

## Filmări
Filmările principale au avut loc pe Laaer Berg din Viena, deoarece decorurile gigantice, care au fost special concepute și construite pentru film, ar fi fost prea mari pentru studiourile de film ale companiei producătoare Sascha-Film din Sievering. Filmul nu se remarcă prin dialogurile sale adesea opace, ci pentru că este cea mai mare și mai scumpă producție de film din istoria filmului austriac. În funcție de sursă, în producția filmului au fost angajați între 3.000 și 14.000 de actori, figuranți și membri ai echipei. În filmele ulterioare, varietatea decorurilor a fost redusă semnificativ din cauza experiențelor costisitoare în filme ca acesta – Sodoma și Gomora a costat în cele din urmă de cinci ori mai mult decât era planificat. La sfârșitul filmului, templul trebuia să se prăbușească, așa că au fost angajați pirotehnicieni să-l arunce în aer. Cu toate acestea, au avut loc accidente care s-au soldat chiar cu decese și răni, care au avut și consecințe juridice. Regizorul a fost achitat, dar „Wannenmacher” (pirotehnicianul artistic) a fost condamnat la 10 zile de detenție și o amendă de 500.000 de coroane austro-ungare. Mulți dintre colaboratorii filmului au devenit reprezentanți de succes ai domeniului lor în anii următori. Cameramanul Franz Planer⁠(d) a făcut carieră la Hollywood, la fel ca regizorul Michael Curtiz și actorul Walter Slezak⁠(d), care au emigrat și ei câțiva ani mai târziu. Gustav Ucicky, care a fost angajat cameraman, a devenit mai târziu unul dintre cei mai mari regizori ai erei naziste în Germania și Austria. Scenograful Julius von Borsody⁠(d) a lucrat în acest rol timp de decenii în filmele austriece și germane. După ce filmul a fost finalizat, Michael Curtiz și Lucy Doraine au divorțat.